# Disulfure de glutathion
Le disulfure de glutathion (GSSG) est un dimère de molécules de glutathion unies par un pont disulfure.
Dans les cellules vivantes, le disulfure de glutathion est réduit en deux molécules de glutathion à l'aide du NADPH, coenzyme réductrice de la glutathion réductase. Des enzymes à l'action antioxydante telles que la glutathion peroxydase et les peroxyrédoxines produisent du disulfure de glutathion en réduisant les peroxydes tels que le peroxyde d'hydrogène H2O2 et les hydroperoxydes organiques :
2 GSH + ROOH → GSSG + ROH + H2O.
D'autres enzymes, telles que les glutarédoxines, produisent du disulfure de glutathion par échange thiol-disulfure avec des ponts disulfures de protéines ou d'autres composés à plus faible poids moléculaire tels que le disulfure de coenzyme A et l'acide déshydroascorbique :
2 GSH + R-S-S-R → GSSG + 2 RSH.